# Якушов, Игорь Эдуардович
И́горь Эдуа́рдович Якушов (род. 12 января 1963, Грозный, Чечено-Ингушская АССР, РСФСР, СССР) — советский спортсмен, чемпион мира по спортивной акробатике. Заслуженный мастер спорта СССР (1991).

## Биография
Родился в семье известного спортсмена, тренера и судьи, мастера спорта по акробатике, чемпиона РСФСР и СССР Эдуарда Якушова. Брат Александр также стал мастером спорта, многократным победителем первенства РСФСР и СССР, чемпионом СССР по акробатике.
Занимался акробатикой в Тольятти у Виталия Гройсмана.

## Достижения
В команде с В. Гончаренко, Н. Гусевым и С. Абубакаровым принимал участие в чемпионате мира по спортивной акробатике 1978 года, где завоевал золото в первом упражнении, серебро во втором и серебро в многоборье.
Был чемпионом СССР в 1979, 1980, 1986, 1987, 1988 и 1990 годах. Обладатель кубка СССР в 1978, 1979, 1980 и 1989 годах..
На чемпионате Европы 1987 года в составе четвёрки вместе с В. Амбролидзе, А. Абдуловым, И. Черновым завоевал серебро в многоборье, бронзу в балансовых и динамических упражнениях. На проходившем в том же году в Батон-Руже Кубке мира тольяттинская четвёрка стала второй в многоборье и динамических упражнениях и третьей в балансовых.
В 1990 году в четверке, состоящей из Якушова, В. Амбролидзе, И. Чернова и Д. Усанова стал чемпионом мира в многоборье и динамических упражнениях и серебряным призёром в балансовых упражнениях, и чемпионом Европы во всех трёх дисциплинах.
Обладатель Кубка мира 1991 года.